# Parafia św. Marcina w Kopkach
Parafia pw. św. Marcina w Kopkach – parafia rzymskokatolicka znajdująca się w Kopkach i należąca do diecezji sandomierskiej w dekanacie Rudnik nad Sanem. 
Na obszarze parafii leżą miejscowości: Kopki, Koziarnia. Prowadzą ją księża diecezjalni.

## Historia
Pierwszy kościół drewniany został zbudowany w roku 1461 i należał do parafii Bieliny. Odrębną parafię w Kopkach erygowano w 1472 i należały do niej Kopki, Tarnogóra, Rudnica (Rudnik), Groble, Łętownia, Jeżowe, Kamień, Górno. W 1657 książę Siedmiogrodu Jerzy Rakoczy spalił i doszczętnie zniszczył wieś Kopki. Parafia w Kopkach nie mogła się już podnieść ze zniszczeń i została włączona do parafii Rudnik, do której należała w latach 1658-1922. Na miejscu spalonego kościoła postawiono kapliczkę jako pamiątkę po dawnej świątyni. W 1922 na fundamentach austriackiego urzędu celnego wybudowano kościół murowany, który istnieje do dziś i ponownie erygowano parafię. W 1972 w świątyni w Kopkach odprawiał Mszę św. prymicyjną ks. Jerzy Popiełuszko. W 1999 został wybudowany pomnik ks. Jerzego Popiełuszki.